# Greeley Hill (Kalifornija)
Greeley Hill je naseljeno područje za statističke svrhe u američkoj saveznoj državi Kalifornija. Prema popisu stanovništva iz 2010. u njemu je živjelo 915 stanovnika.